# Carimagua Airport
Carimagua Airport är en flygplats i Colombia.   Den ligger i departementet Meta, i den centrala delen av landet, 300 km öster om huvudstaden Bogotá. Carimagua Airport ligger 169 meter över havet. Den ligger vid sjön Laguna Carimagua.
Terrängen runt Carimagua Airport är mycket platt.  Trakten runt Carimagua Airport är nära nog obefolkad, med mindre än två invånare per kvadratkilometer. Det finns inga samhällen i närheten. Trakten runt Carimagua Airport består i huvudsak av gräsmarker.